# Michael Ernst Ettmüller

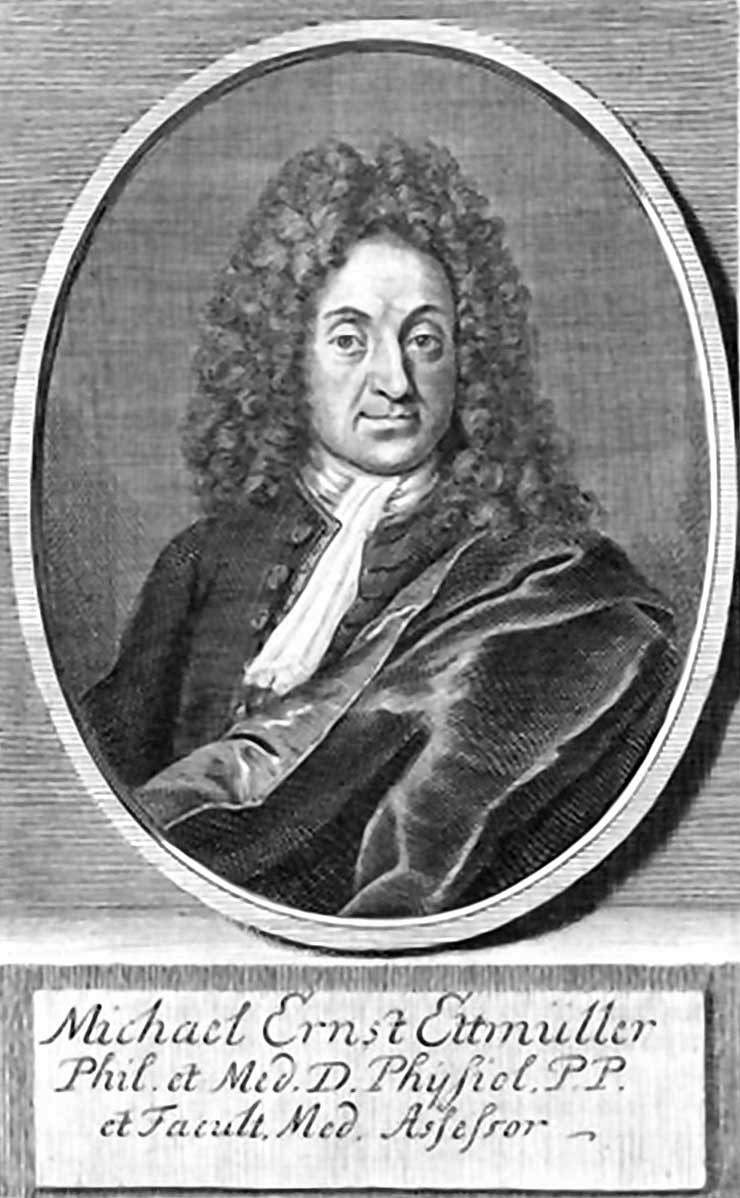
Michael Ernst Ettmüller

Michael Ernst Ettmüller (* 26. August 1673 in Leipzig; † 25. September 1732 ebenda) war ein deutscher Mediziner.

## Leben
Michael Ernst Ettmüller war der Sohn von Michael Ettmüller und dessen Frau Magaretha Bose. Er verlor seinen Vater bereits mit 10 Jahren. Nachdem Ettmüller seine erste Bildung auf den Gymnasien in Altenburg und Zittau absolviert hatte, begann er am 2. Mai 1692 ein Studium an der Universität Wittenberg. Den Hochschulgepflogenheiten der damaligen Zeit folgend, absolvierte er zunächst ein philosophisches Grundstudium. Damalige Lehrer waren an der philosophischen Fakultät Christian Röhrensee in Ethik, Konrad Samuel Schurzfleisch in Geschichte, Christian Donati in Logik, Michael Strauch in niederer Mathematik, Michael Walther in höherer Mathematik, Konstantin Ziegra in Physik und Georg Kasper Kirchmaier in Rhetorik.
Bald wechselte er wieder in seine Heimatstadt und erwarb dort den akademischen Grad eines Magisters der Philosophie. In der Folge verlegte er sich auf die medizinischen Wissenschaften, wobei er an der Universität Leipzig die Vorlesungen von Johannes Bohn (1640–1718), Johann Friedrich Ortlob (1661–1700) und Johann Wilhelm Pauli (1658–1723) verfolgte. 1697 unternahm er eine zweijährige Bildungsreise, die ihn durch Deutschland, England und Holland führte. Zurückgekehrt nach Leipzig, promovierte er 1699 zum Doktor der Medizin. Der Leipziger Rat bestellte ihn daraufhin zum Arzt am dortigen Lazarett. 1702 wurde er zum außerordentlichen Professor der Medizin an der Leipziger Hochschule ernannt. Am 11. Oktober 1702 wurde er mit dem akademischen Beinamen Alexius zum Mitglied (Matrikel-Nr. 253) der Leopoldina gewählt. 1706 wurde er ordentlicher Professor der Anatomie und Chirurgie, 1719 Professor der Physiologie und 1724 Professor der Pathologie.
Er hatte sich auch an allerlei organisatorischen Aufgaben beteiligt. So war Ettmüller Decemvir der Akademie, Kollegiat am großen Fürstenkollegium, 1730 Direktor der Leopoldina und im Wintersemester 1723 Rektor der Leipziger Alma Mater. Akademische Verdienste hatte er sich mit der Ausgabe der Werke seines Vaters erworben. Neben einer Vielzahl von verschiedenen Medizinischen Schriften hat er an den Miscellen Naturum Curiosorum (Schriften der königlich preußischen Akademie) und den Acta Eruditorum mitgewirkt.
Er hatte 1712 Magdalene Sophie (geborene Rüdinger), die Witwe des Weißenfelser Ratsherrn Peter Trekel, geheiratet. Aus dieser Verbindung entstand eine Tochter, die jung verstarb.